# Torquato Neto

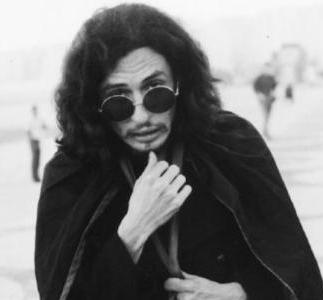

Torcuato Neto (nacido en Teresina, Piauí, 1948. Se suicidó en 1972, Río de Janeiro, Brasil). Importante poeta y  letrista y del tropicalismo. Su contribución más importante a este movimiento son sus canciones reconocidas como Geleia geral. Además de Marginalia 2 o Mamãe, Coragem.
Colaboró con Gilberto Gil, Caetano Veloso y Jards Macalé. Dejó importante material inédito reunido posteriormente en Os últimos días de paupéria. Siempre, en todos sus escritos, defendió y divulgó el trabajo de artistas de vanguardia, tanto de la música como de la poesía o el cine brasileño.
- Datos: Q5683551
- Multimedia: Torquato Neto / Q5683551